# Raionul Pulînî, Jîtomîr
Pulînî (în ucraineană Пулинський район) este un raion în regiunea Jîtomîr, Ucraina. Reședința sa este așezarea de tip urban Pulînî.

## Demografie
Componența lingvistică a raionului Pulînî
     Ucraineană (98,25%)
     Rusă (1,48%)
     Alte limbi (0,12%)
Conform recensământului din 2001, majoritatea populației raionului Pulînî era vorbitoare de ucraineană (98,25%), existând în minoritate și vorbitori de rusă (1,48%).